# Bada-Tal

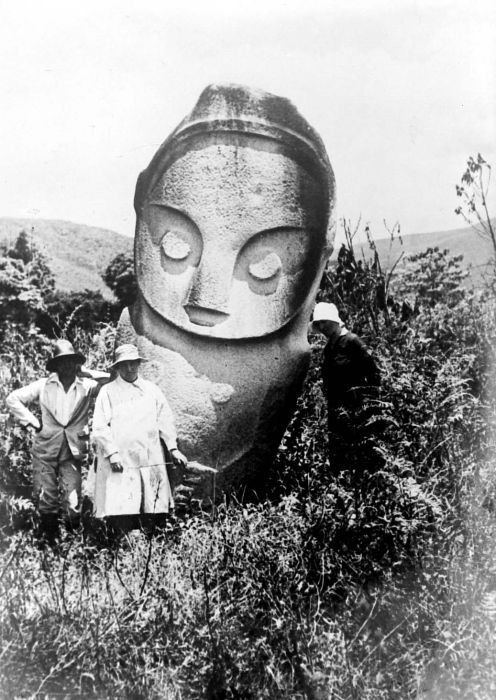
Vor 1937

Das Bada-Tal ist ein Tal auf der Insel Sulawesi, Indonesien. Es liegt 15 km südlich des Nationalparks Lore Lindu. Es wird vom Sungai Lariang durchflossen. Wichtigster Ort ist Gintu. Ähnlich wie im Napu-Tal und im Besoa-Tal gibt es hier megalithische Skulpturen und Steinbehälter („Kalambas“), deren Alter unklar ist.